# Список судостроительных заводов России
Список судостроительных и судоремонтных заводов России. В список не включены заводы на территории Крыма, аннексия которого не была признана большей частью международного сообщества (см.Судостроительные предприятия Крыма).

## Северные
| Город        | Завод                                                                           | Номер завода в советский период | Профиль |
| ------------ | ------------------------------------------------------------------------------- | ------------------------------- | --- |
| Северодвинск | Центр судоремонта «Звёздочка»                                                   | № 893                           | Ремонт и переоборудование дизельных, атомных подводных лодок любого класса и надводных кораблей. Ремонт и утилизация АПЛ. |
| Северодвинск | Производственное объединение «Северное машиностроительное предприятие» (Севмаш) | № 402                           | Строительство, модернизация, ремонт атомных подлодок                                                                      |
| Снежногорск  | Судоремонтный завод «Нерпа»                                                     |                                 | Головной филиал ЦС «Звездочка» Ремонт и утилизация АПЛ.                                                                   |
| Мурманск     | 35-й судоремонтный завод                                                        | № 35                            | Филиал ЦС «Звездочка» Ремонт АПЛ и кораблей.                                                                              |
| Мурманск     | Мурманский судоремонтный завод морского флота                                   |                                 | Ремонт судов. |
| Мурманск     | 82-й судоремонтный завод                                                        | № 82                            | ТАРК. Ремонт авианосцев. Ремонт и утилизация атомных подлодок.                                                            |
| Полярный     | 10-й судоремонтный завод                                                        | № 10                            | Ремонт и утилизация кораблей, подводных лодок.                                                                            |
| Котлас       | ООО «Лимендский судостроительный завод»                                         |                                 | Буксиры и толкачи. |
| Архангельск  | ООО «Северная судостроительная компания»                                        |                                 | Катера, моторные лодки и плавучие причалы.                                                                                |

## Западные
| Город           | Завод                                                   | Номер завода в советский период | Профиль |
| --------------- | ------------------------------------------------------- | ------------------------------- | --- |
| Санкт-Петербург | Судостроительная фирма «Алмаз»                          | № 5                             | Малые десантные корабли на воздушной подушке проекта 12322. |
| Нижний Новгород | Красное Сормово                                         | № 112                           | ПЛАТ. Суда коммерческого флота преимущественно смешанного «река-море» плавания среднего дедвейта. |
| Санкт-Петербург | Балтийский завод                                        | № 189                           | Надводные корабли 1 ранга, суда ледового класса (ледоколов, многофункциональных судов-снабженцев, судов технического обеспечения работ на шельфе) с атомными и дизель-электрическими силовыми установками, атомные плавучие энергоблоки, плавучие опреснительные комплексы. |
| Санкт-Петербург | Северная верфь                                          | № 190                           | Боевые надводные корабли классов корвет, фрегат, эсминец, корабли специального назначения, суда обеспечения ВМФ, ремонт и модернизация. |
| Санкт-Петербург | Адмиралтейские верфи                                    | № 194                           | ПЛАТ, Дизель-электрические подводные лодки, глубоководные аппараты и надводные корабли, танкеры, научные судна, маломерные суда. |
| Зеленодольск    | Зеленодольский завод имени А. М. Горького               | № 340                           | Малые боевые корабли и гражданские суда. |
| Рыбинск         | Вымпел                                                  | № 341                           | Средне- и малотоннажные морские и речные суда и катера военного и гражданского назначения. |
| Рыбинск         | Верфь Братьев Нобель                                    |                                 | Суда класса "Река-Море" длиной до 140 метров. Нефтеналивные (RSD-27), краболовные суда и пр. |
| Рыбинск         | Рыбинская верфь                                         |                                 | Скоростные катеры, суда длиной до 40 метров |
| Пермь           | Пермская судоверфь                                      | № 344                           | Изготовление судов внутреннего и смешанного плавания, а также морских судов и плавсредств до 3 000 т.; судоремонт |
| Ярославль       | Ярославский судостроительный завод                      | № 345                           | Скоростные катера из алюминиево-магниевого сплава, сторожевые корабли, суда на воздушной подушке, буксиры: от портовых буксиров до морских буксиров спасателей, рыбопромысловые и рыбоохранные суда.                                                                        |
| Санкт-Петербург | Средне-Невский судостроительный завод                   | № 363                           | Тральщики, ракетные катера, буксиры, гражданские катера, пассажирские суда. |
| Санкт-Петербург | Петрозавод                                              | № 370                           | Закрыт |
| Сосновка        | Сосновский судостроительный завод                       | № 640                           | Речные катера, суда на воздушной подушке, сухогрузы, баржи, патрульные катера, лоцмейстерские суда. |
| Петрозаводск    | Онежский судостроительно-судоремонтный завод            |                                 | Судоремонт, лоцмейстерские катера, грунтоотвозные шаланды, рабочие катера с ледовым усилением, ремонт судов «Росморпорта». |
| Калининград     | Янтарь                                                  | № 820                           | Большие десантные корабли, боевые надводные корабли класса фрегат/сторожевой корабль. |
| Выборг          | Выборгский судостроительный завод                       |                                 | Буровые платформы для разработки морских шельфовых месторождений, суда высокой сложности, суда малого и среднего тоннажа. |
| Санкт-Петербург | Пелла                                                   |                                 | Портовые и пожарные буксиры. Стеклопластиковые суда. |
| Навашино        | Окская судоверфь                                        |                                 | Сухогрузы, нефтеналивные суда, рыболовецкие суда и пр. |
| Новая Ладога    | Новоладожский судостроительный завод                    |                                 | Постройка судов «река-море» длиной до 100 метров. |
| Шлиссельбург    | Невский судостроительно-судоремонтный завод             |                                 | Строительство всех типов судов от малых пассажирских до буксиров и судов класса «река-море». Судоремонт. |
| Москва          | ОАО «Московский cудостроительный и cудоремонтный завод» |                                 | Закрыт |

## Восточные
| Город                | Завод                                              | Номер завода в советский период | Профиль |
| -------------------- | -------------------------------------------------- | ------------------------------- | --- |
| Кокуй                | Сретенский судостроительный завод                  | № 369                           | Не существует. |
| Владивосток          | Дальзавод                                          | № 202                           | Ремонт кораблей и подлодок. |
| Владивосток          | 178-й судоремонтный завод                          | № 178                           | Судоремонт. |
| Комсомольск-на-Амуре | Амурский судостроительный завод                    | № 199                           | ПЛАТ, дизель-электрические подводные лодки, корветы, суда обеспечения ВМФ, гражданские суда. |
| Благовещенск         | Судостроительный завод имени Октябрьской революции |                                 | Морские буксиры и сейнеры. |
| Красноярск           | Красноярская судоверфь                             |                                 | Речные суда. |
| Красноярск           | Красноярский судоремонтный центр                   |                                 | Судоремонт. |
| Находка              | Приморский завод                                   |                                 | Судоремонт. |
| Находка              | Находкинский судоремонтный завод                   |                                 | Судоремонт. |
| Хабаровск            | Хабаровский судостроительный завод                 | № 876                           | Малотоннажные суда. |
| Большой Камень       | ДВЗ «Звезда»                                       |                                 | Ремонт атомных подлодок. |
| Большой Камень       | ССК «Звезда»                                       |                                 | Новая судоверфь. Крупнотоннажные суда, танкеры. |
| Вилючинск            | Северо-восточный ремонтный центр                   |                                 | Ремонт атомных, дизельно-электрических подводных лодок, надводных кораблей, вспомогательных судов, вооружения номенклатуры сухопутных войск и ПВО, утилизация атомных подводных лодок.                                                                 |
| Владивосток          | Восточная верфь                                    | № 602                           | Десантные, торпедные, сторожевые, противодиверсионные катера; малые ракетные корабли, малые морские танкеры. |
| Тюмень               | ЗАО «Экспериментальная судоверфь»                  |                                 | Грузовые суда речного класса, буксирные суда речного класса, суда для рыбного промысла, разъездные и пассажирские суда, стоечные суда, суда специального назначения, производство судового оборудования, ремонт и проектирование судов речного класса. |
| Тюмень               | Тюменский судостроительный завод                   | № 639                           | Закрыт. |

## Южные
| Город          | Завод                                                                      | Номер завода в советский период | Профиль |
| -------------- | -------------------------------------------------------------------------- | ------------------------------- | --- |
| Азов           | Азовская судоверфь                                                         |                                 | Строительство и ремонт судов (ремонт рыболовецкого технического и коммерческого флота доковым весом до 600 т, ремонт судов типа «река-море» длиной до 150 м на плаву у причала).                          |
| Волгоград      | Волгоградский судостроительный завод                                       |                                 | Завод признан банкротом и закрыт в 2013 г. |
| Ростов-на-Дону | АО "ССРЗ Мидель"                                                           |                                 | Судоремонт судостроительство от 5 м 70 м водоизмещением до 1000 т. Судостроение в ПНД до 20 метров |
| Астрахань      | АО «Астраханское судостроительное производственное объединение»            |                                 | |
| Астрахань      | АО «Первомайский СРЗ»                                                      |                                 | Дефектация и ремонт корпусов судов, судовых силовых установок и вспомогательных механизмов, судовых устройств, судового холодильного оборудования, судовых котлов и судовых систем и электрооборудования. |
| Астрахань      | ООО «Судостроительно-судоремонтный завод имени Анатолия Петровича Гужвина» |                                 | |
| Ахтубинск      | ООО «Судостроительный комплекс Волга»                                      |                                 | Закрыт |
| Новороссийск   | Судостроительная верфь "Popilov Yacht"                                     |                                 | Российская судостроительная компания производит стальные, алюминиевые моторные яхты и стеклопластиковые катера                                                                                            |